# 數論導引
《數論導引》是由中國數學家華羅庚所寫的有關數論的一本書，在中國大陸是由北京科學出版社，在台灣由凡異出版社出版，共652頁。是華羅庚最為知名的著作，被當作学习数论入门书。
由於華羅庚是中國共產黨黨員，台灣在尚未解嚴的時代，翻印該書時並沒有印出作者姓名，變成一本「沒有作者」的書。

## 版本
- 華羅庚，《數論導引》北京：北京科學出版社，1957年
- 華羅庚，《數論導引》新竹：凡異出版社，1997年 ISBN 957-694-113-3 （此為台灣標示作者姓名的首版）